# أولاد اسماعيل أولاد حسون (أولاد احمد)
أولاد إسماعيل أولاد حسون هو دُوَّار يقع بجماعة الشطيبة، إقليم قلعة السراغنة، جهة مراكش آسفي في المملكة المغربية. ينتمي الدوّار لمشيخة أولاد احمد التي تضم 14 دوار. يقدر عدد سكانه بـ 1001 نسمة حسب الإحصاء الرسمي للسكان والسكنى لسنة 2004.

## روابط خارجية
- البوابة الوطنية للجماعات الترابية
- المندوبية السامية للتخطيط